# Slovak Open 2012
Lo Slovak Open 2012 è stato un torneo professionistico di tennis maschile giocato sul cemento. È stata la 13ª edizione del torneo, facente parte dell'ATP Challenger Tour nell'ambito dell'ATP Challenger Tour 2012. Si è giocato a Bratislava in Slovacchia dal 5 all'11 novembre 2012.

## Partecipanti ATP

### Teste di serie
| Nazionalità | Giocatore           | Ranking* | Testa di serie |
| ----------- | ------------------- | -------- | -------------- |
| Slovacchia  | Lukáš Lacko         | 53       | 1              |
| Croazia     | Ivan Dodig          | 67       | 2              |
| Germania    | Björn Phau          | 83       | 3              |
| Rep. Ceca   | Lukáš Rosol         | 85       | 4              |
| Ucraina     | Serhij Stachovs'kyj | 89       | 5              |
| Lituania    | Ričardas Berankis   | 96       | 6              |
| Belgio      | Olivier Rochus      | 97       | 7              |
| Croazia     | Ivo Karlović        | 103      | 8              |

- 1 Ranking al 29 ottobre 2012.

### Altri partecipanti
Giocatori che hanno ricevuto una wild card:
- Norbert Gombos
- Filip Horanský
- Jozef Kovalík
- Kamil Čapkovič

Giocatori che hanno ricevuto un entry come alternate:
- Andrej Martin

Giocatori che sono passati dalle qualificazioni:
- Andre Begemann
- Riccardo Bellotti
- Miloslav Mečíř, Jr.
- Michal Mertiňák

## Campioni

### Singolare
- Lukáš Rosol ha battuto in finale  Björn Phau con il punteggio di 6(3)–7, 7–6(5), 7–5(6).

### Doppio
- Lukáš Dlouhý /  Michail Elgin hanno battuto in finale  Philipp Marx /  Florin Mergea con il punteggio di 6(5)–7, 6–2, [10–6].